# Sophie Labelle
Sophie Labelle (22 de abril de 1988, Montreal) es una caricaturista, oradora pública, activista transfeminista y escritora transgénero canadiense. Es conocida por su webcomic Assigned Male, que se basa en sus experiencias como niña transgénero. Es una activista del movimiento por los derechos de las personas transgénero y diserta sobre temas de historia transgénero y transfeminismo.

## Biografía
Labelle creció en la zona rural de Quebec, cerca de la ciudad de Châteauguay. A la edad de 7 años, comenzó a formar parte de un club de cómic fundado por su hermano. Trabajó como maestra de escuela primaria y fue coordinadora del campamento de Gender Creative Kids Canada.
Sophie cita a la caricaturista Alison Bechdel como su mayor influencia.

## Carrera
Labelle es autora e ilustradora de Assigned Male, un webcomic y una serie de revistas que abordan cuestiones de normas de género y privilegios. Allí presenta a Stephie, una niña transgénero de 11 años, quien descubre y abraza su género. Labelle dijo que mientras trabajaba con infancias transgénero, notó lo negativo que es todo lo que les decimos sobre sus propios cuerpos, así que quería crear un personaje que pudiera responder a todas esas cosas horribles que las infancias trans escuchan todo el tiempo. Ella ha elaborado guías educativas para utilizar junto a los cómics, promoviendo espacios más seguros para las personas jóvenes transgénero. El Washington Blade calificó al webcomic de "hilarante" y dijo que muestra que el humor transgénero puede ser divertido sin resultar ofensivo.
Para la investigadora Gabrielle Richard, el cómic contribuye a la normalización de la existencia de las personas transgénero. Compara a la heroína Stephie con Mafalda, al tiempo que subraya el papel de la obra como puerta de entrada a la sociología del género.
Labelle ha escrito varios libros y revistas sobre identidad y expresión de género, incluidos The Genderific Coloring Book, A Girl Like Any Other, Ciel at Camp Fabulous y Gender Euphoria . La traducción al inglés del segundo volumen de la serie Ciel, Ciel in All Directions (2020, Second Story Press) fue nombrada como uno de los mejores libros del año 2022 por el Comité de libros infantiles de Bank Street. Escribió el prólogo del libro de Tikva Wolf Pregúntame sobre el poliamor: lo mejor de Kimchi Cuddles. Creó materiales de educación sexual centrados en personas trans para la organización Trans Student Educational Resources.
En mayo de 2017, Labelle lanzó su cómic Dating Tips for Trans and Queer Weirdos. Una presentación programada en la librería Venus Envy en Halifax fue cancelada después de que se produjeran amenazas tanto contra ella como contra la tienda. En esa ocasión recibió amenazas de muerte, la dirección de su casa se publicó en foros en línea y su sitio web y sus cuentas de redes sociales se vieron comprometidos (lo que la llevó a desconectarlos temporalmente). A raíz del acoso, Labelle abogó por el proyecto de ley canadiense C-16 para proteger la identidad y expresión de género, y por leyes más estrictas contra el ciberacoso.

## Trabajos seleccionados
- "¡Ça déborde!" Un cahier de coloriage sur les géneros et les sexes (¡Está desbordando! Un libro para colorear sobre los géneros y los sexos) (Des Ailes Sur Un Tracteur, 2015, ISBN 979-10-90286-26-9)[21][22]

- The Best of Assigned Male (Jessica Kingsley Pub, 2021, ISBN 9781787755932)[23]

- Ciel in All Directions (Ciel en todas las direcciones) (trad. Andrea Zanin) (Second Story Press, 2021, ISBN 978-1772602036)[24][25]